# Zii e Zie
Zii e Zie é um álbum de estúdio do cantor e compositor brasileiro Caetano Veloso. Foi lançado em 14 de Abril de 2009. Em 2009, o álbum venceu o Grammy Latino de Melhor Álbum de Compositor do ano e a música "A Cor Amarela" foi indicada a melhor melhor canção brasileira do ano. O disco também entrou na lista de melhores álbuns nacionais de 2009 pela revista Rolling Stone Brasil e a música "Incompatibilidade de Gênios" ficou em 13ª entre as melhores músicas nacionais do mesmo ano da publicação.

## História
Zii e Zie é um título italiano que em português significa "Tios e Tias". As canções foram batizadas de transambas, pois este é um trabalho voltado ao samba, diferentemente do álbum Cê de canções com influência rock. Caetano e a BandaCê homenagearam o Rio de Janeiro neste CD, que foi produzido em 2008 (ano de muito frio e chuvas na cidade). "É um disco muito claro e denso", segundo o cantor, "com frases melódicas". Zii e Zie é o resultado de vários shows e apresentações de Caetano Veloso e sua banda; estes shows receberam o nome de "Obra em Progresso", que ganhou até um blog oficial, registrando os processos de composição e gravação do disco.
A canção "Menina da Ria", em clara alusão ao clássico de Caetano "Menino do Rio", é inspirada na cidade de Aveiro.

## Faixas
1. "Perdeu" - 6:49
2. "Sem Cais" - 2:36
3. "Por Quem?" - 5:43
4. "Lobão Tem Razão" - 4:05
5. "A Cor Amarela" - 2:16
6. "A Base de Guantánamo" - 4:25
7. "Falso Leblon" - 2:42
8. "Incompatibilidade de Gênios" - 5:24
9. "Tarado ni Você" - 4:30
10. "Menina da Ria" - 2:19
11. "Ingenuidade" - 3:54
12. "Lapa" - 4:39
13. "Diferentemente" - 2:43

## Músicos
- Caetano Veloso - voz, violão e palmas
- Pedro Sá - guitarra, coro e palmas
- Ricardo Dias Gomes - baixo, piano Rhodes, coro e palmas
- Marcelo Callado - bateria, coro e palmas